# マック・マクラング
マシュー・フォード・"マック"・マクラング（Matthew Ford "Mac" McClung, 1999年1月6日 - ）は、アメリカ合衆国・バージニア州ゲートシティ出身のプロバスケットボール選手。NBAのオーランド・マジックにツーウェイ契約で所属している。ポジションはポイントガードまたはシューティングガード。ジャンプ力は47inch (119cm)

## 経歴

### 生い立ち
マクラングは、人口わずか約2000人のバージニア州ゲート・シティで生まれた。もともとアメリカンフットボールをプレーしていたが、7年生の頃にバスケットボールに触れると、高校入学（9年生）を境に本格的にNBA入りを目指すようになった。

### 高校

#### ゲートシティ高校
マクラングは1試合平均42得点を記録し、同郷の伝説的バスケットボール選手であるアレン・アイバーソンが所有していたバージニア州の得点記録を更新した。当時から持ち前の運動神経を駆使した派手なダンクシュートを見せており、SNSではその動画が数百万回再生を記録したことがあった。その人気はまさにスター選手そのものであり、ゲームチケットは売り切れ、レストランでのサイン会を開くこともあった。

### カレッジ

#### ジョージタウン大学
高校卒業後、ジョージタウン大学に進学した。2018年12月22日のアーカンソー大学リトルロック校戦で大学の新人最多記録となる38得点を記録した。1年生のシーズンは1試合平均13.4得点、2.6リバウンド、2アシストを記録し、ビッグ・イースト・カンファレンスのオールフレッシュマンチームに選出された。2年生のシーズンは、足の怪我で21試合しか出場できず、1試合平均平均15.7得点、2.4アシスト、1.4スティールを記録した。シーズン終了後、2020年のNBAドラフトにアーリーエントリーすること表明したが、取りやめて大学に復帰した。

#### テキサス工科大学
2020年5月27日にジョージタウン大学からテキサス工科大学に転校した。11月25日のノースウェスタン州立大学戦でデビューを果たし、20得点を記録し、年間ニューカマー賞を獲得した。
2021年4月に2021年のNBAドラフトにアーリーエントリーすることを表明した。

### サウスベイ・レイカーズ
2021年のNBAドラフトでは指名されなかったが、NBAサマーリーグでロサンゼルス・レイカーズの一員としてプレーし、2021年8月10日にレイカーズと契約した。同年10月13日、レイカーズに解雇。26日にレイカーズ傘下のサウスベイ・レイカーズと契約した。

### シカゴ・ブルズ
2021年12月に入り、NBA全体にオミクロン株感染拡大によるクラスターが発生し、各チームに人員不足した関係で、23日にシカゴ・ブルズとの10日間契約に合意した。2022年1月1日に2度目の10日間契約に合意した。

### サウスベイ復帰
ブルズとの10日間契約が切れた1月11日にサウスベイ・レイカーズに再獲得された。サウスベイ・レイカーズではレギュラーシーズン26試合の出場で同21.6得点6.8リバウンド7.5アシストをマークし、2022年のGリーグ新人王を受賞した。

### ゴールデンステート・ウォリアーズ
NBAサマーリーグでゴールデンステイト・ウォリアーズの一員としてプレーし、5試合の出場で平均13.6得点、3.6リバウンド、4.8アシストと印象的な活躍を披露し、見事チャンピオンチームと契約を締結した。しかし、10月3日にウォリアーズは、マクラングを解雇。理由は、パス重視のガードが必要なためだった。

### デラウェア・ブルーコーツ
ウォリアーズから解雇された後、フィラデルフィア・セブンティシクサーズの傘下であるデラウェア・ブルーコーツに獲得された。今シーズンはこれまで18試合に出場し、平均17.4得点、4.6リバウンド、5.8アシストと上々のパフォーマンスを披露している。

### フィラデルフィア・76ers
2023年2月14日にフィラデルフィア・76ersとのツーウェイ契約に合意した。
同月18日に自身初となるオールスター・ウィークエンドのNBAスラムダンクコンテストに出場した。1本目から肩車を飛び越えながら受けたボールをバックボードに当ててボースハンドでバックダンクする技を一発で成功させ見事50点満点を獲得した。2本目の360°は49.8点と50点には届かなかったが、3本目は人を飛び越えながらボールを掴みダブルポンプのボースハンドのバックダンクを披露した。最後のダンクは高校のユニフォームに着替えて挑戦し、540度回転してリバースでリムへと叩き付けるダンクを決めると、2004年のダンクコンテストでヴィンス・カーターが優勝した時の『終わりだ！』（It's over！）を真似てアピールし、優勝を果たした。

### オセオラ・マジック
2023年9月13日にオーランド・マジックとの契約に合意したが、同月21日に解雇された。同年11月2日にマジックの傘下であるオセオラ・マジックと契約した。
2024年2月17日に行われたオールスター・ウィークエンドのNBAスラムダンクコンテストに出場し、2連覇を果たした。なお、2年連続でNBAスラムダンクコンテスト優勝を果たしたのは、マイケル・ジョーダン、ジェイソン・リチャードソン、ネイト・ロビンソン、ザック・ラビーンに次いで史上5人目であった。このシーズン、NBAGリーグで平均25.7得点、4.7リバウンド、6.6アシストを記録し、自身初となるNBAGリーグMVPを受賞した。

### オーランド・マジック
10月19日にオーランド・マジックとのツーウェイ契約に合意した。
2025年2月15日に行われたNBAスラムダンクコンテストに3年連続で出場し、ダンクコンテスト3連覇を達成した史上初の選手となった。なお、マクラングは4回披露したダンクで全て50点満点を叩き出した。

## 個人成績

### NBA

#### レギュラーシーズン
| シーズン | チーム | GP | GS | MPG  | FG%   | 3P%  | FT%   | RPG | APG | SPG | BPG | PPG  |
| -------- | ------ | -- | -- | ---- | ----- | ---- | ----- | --- | --- | --- | --- | ---- |
| 2021–22  | CHI    | 1  | 0  | 3.0  | 1.000 | ---  | ---   | .0  | .0  | .0  | .0  | 2.0  |
| 2021–22  | LAL    | 1  | 0  | 22.0 | .400  | .333 | 1.000 | 3.0 | 1.0 | 1.0 | 1.0 | 6.0  |
| 2022–23  | PHI    | 2  | 0  | 20.5 | .450  | .364 | .600  | 5.0 | 4.5 | .0  | .0  | 12.5 |
| 2024–25  | ORL    | 2  | 0  | 5.0  | .000  | .000 | ---   | .5  | 1.5 | .0  | .0  | .0   |
| 通算     | 通算   | 6  | 0  | 12.7 | .429  | .333 | .667  | 2.3 | 2.2 | .2  | .2  | 5.5  |

### カレッジ
| シーズン | チーム         | GP | GS | MPG  | FG%  | 3P%  | FT%  | RPG | APG | SPG | BPG | PPG  |
| -------- | -------------- | -- | -- | ---- | ---- | ---- | ---- | --- | --- | --- | --- | ---- |
| 2018–19  | ジョージタウン | 29 | 29 | 26.4 | .392 | .277 | .798 | 2.6 | 2.0 | .8  | .1  | 13.1 |
| 2019–20  | ジョージタウン | 21 | 20 | 26.8 | .394 | .323 | .802 | 3.1 | 2.4 | 1.4 | .2  | 15.7 |
| 2020–21  | テキサステック | 29 | 29 | 30.2 | .419 | .343 | .793 | 2.7 | 2.1 | .8  | .3  | 15.5 |
| 通算     | 通算           | 79 | 78 | 27.9 | .403 | .313 | .797 | 2.8 | 2.2 | 1.0 | .2  | 14.7 |